# 右翼トロツキスト陰謀事件
右翼トロツキスト陰謀事件（うよくトロツキストいんぼうじけん）は、ニコライ・ブハーリンたちを被告とする、1938年3月2日に開かれた第三次モスクワ裁判の訴因とするために、ヨシフ・スターリンとNKVDがでっちあげた「反ソ陰謀事件」。

## 「陰謀」の内容
被告人21名は以下の通り。
- アクマリ・イクラモフ
- ウラジーミル・イワノフ
- イグナチー・カザコフ (ru)
- グリゴリー・グリニコ（スペイン語版）
- ピョートル・クリュチコフ (de)
- ニコライ・クレスチンスキー
- ヴァシリー・シャランゴヴィチ

- プロコピー・ズバレフ（ロシア語版）
- イサーク・ゼレンスキー
- ミハイル・チェルノフ（スペイン語版）
- ニコライ・ブハーリン
- パーヴェル・ブラノフ（スペイン語版）
- ドミトリー・プレトニョフ（スペイン語版）
- セルゲイ・ベッソノフ（ロシア語版）

- ファイズッラ・ホジャエフ
- ヴェニアミン・マクシモフ＝ジコフスキー (ru)
- ゲンリフ・ヤゴーダ
- フリスチアン・ラコフスキー（英語版）
- アレクセイ・ルイコフ
- レフ・レヴィン（ロシア語版）
- アルカジー・ローゼンゴリツ（スペイン語版）

事件の存在を「明らかにした」側は、以下のような内容を主張した。
また公判記録に記述されたフリスチアン・ラコフスキーの供述によれば、トロツキストの彼は1934年9月の第15回赤十字国際会議にソ連代表として東京へ派遣され、そこで日本の政治家と出会いスパイとなり、 内藤医師を通じて日本側とやりとりを行いながら、1935年から1936年の間に「切符制度廃止の労賃への影響」「集団農場の現況」「産業財政計画遂行について」など5つの資料を日本側へ渡したとされる。

## その意味
第一次・第二次モスクワ裁判で訴因として使われた陰謀論（それぞれ合同本部陰謀事件・併行本部陰謀事件という）をひとまとめにした当時の共産主義者達の陰謀論の集大成とでもいうべき内容。そのため前二回にも増して荒唐無稽な訴因となった。またこの陰謀論からいよいよソビエト連邦が公式にレフ・トロツキーを右翼と同視するに至った。
この罪状で訴えられた第三次モスクワ裁判の被告人（ブハーリン・ヤゴーダ・ルイコフら）の多くはみな自分と家族の命を守るために罪を「自白」してしまったが、ただ一人クレスチンスキーだけが「「右翼トロツキスト・ブロック」など存在も知らない」と反論を試みた。もっともクレスチンスキーも最後には「自白」させられ、第三次モスクワ裁判は全員が銃殺刑となった。